# Berlička pro dravé ptactvo

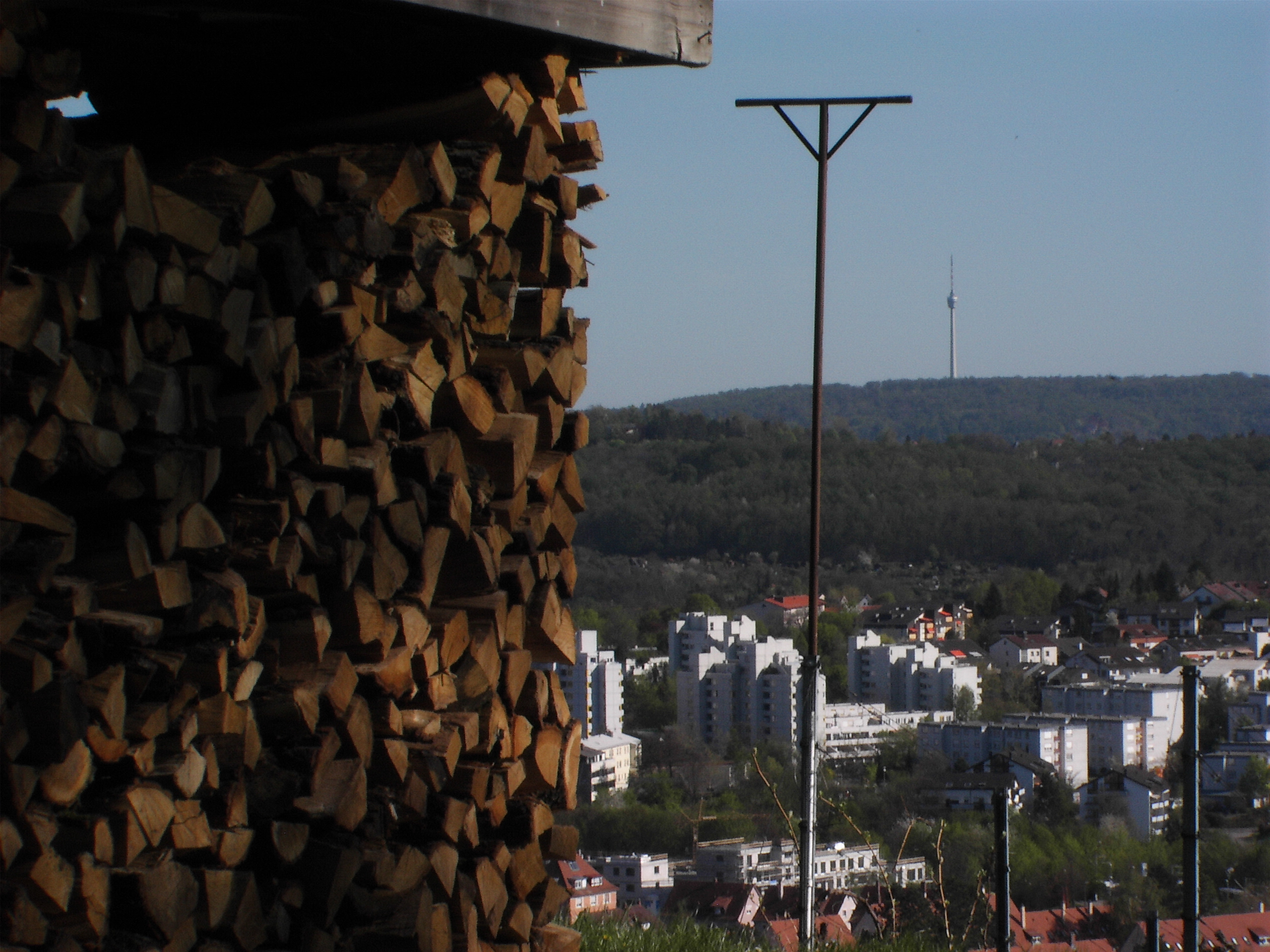
Příklad berličky

Berlička pro dravce je speciální terénní pomůcka, která se užívá při ochraně volně žijících dravých ptáků. Jedná se o jednoduché technické zařízení ve tvaru písmene „T“, které se umísťuje zejména do míst s vysokou koncentrací dravých ptáků ve volné bezlesnaté krajině, například v prostředí velkých zemědělských polností a rozsáhlých lánů. Dravci pomáhají chránit plodiny na poli lovem pro zemědělství škodlivých hrabošů polních.
Berlička dravým ptáků slouží pro posez během jejich lovu. Její použití je vhodné zejména v blízkosti stožárů a vedení elektrorozvodných sítí, které dravce lákají k nežádoucímu posezu a kde dravcům hrozí nežádoucí úraz či smrt elektrickým proudem. Berlička bývá vyrobena např. z běžné smrkové kulatiny menšího průměru, její nadzemní část mívá asi 150 až 160 centimetrů na výšku. Na dolní části bývá opatřena bodcem pro její upevnění do půdy.